# Campoplex maculifemur
Campoplex maculifemur är en stekelart som först beskrevs av Gabriel Strobl 1901.  Campoplex maculifemur ingår i släktet Campoplex och familjen brokparasitsteklar. Inga underarter finns listade.